# Gyula Thürmer
Gyula Thürmer (* 14. dubna 1953, Budapešť) je maďarský komunistický politik a nepřetržitě od roku 1989 předseda Maďarské dělnické strany.

## Biografie
V roce 1971 ukončil studium na Fazekas Mihály Fővárosi Gyakorló Általános Iskola és Gimnázium v Budapešti a poté studoval až do roku 1976 na moskevské univerzitě mezinárodních vztahů. Po svém návratu začal pracovat na maďarském Ministerstvu zahraničních věcí.
Roku 1980 získal doktorský titul v oboru mezinárodní politiky. V letech 1980 až 1982 pracoval na velvyslanectví v Moskvě. V roce 1988 se stal poradcem pro zahraniční politiku generálního sekretariátu MSZMP.
Během |pádu komunismu v roce 1989 se účastnil reorganizace Magyar Szocialista Munkáspárt, dnešní Magyar Munkáspárt. A 17. prosince 1989 byl zvolen předsedou strany. Byl lídrem strany ve všech neúspěšných parlamentních volbách (1990, 1994, 1998 , 2002, 2006, 2010, 2014, 2018).
Je ženatý a má dvě děti, syna a dceru.

## Knihy
- A fegyveres küzdelem és a gazdaság (1977), spoluautor
- Nem kell NATO! (1995), Progressio Kft.
- Balszemmel (könyvsorozat, 2006-), Progressio Kft.
- Az elsikkasztott ország (2009), Korona Kiadó
- 25 év árral szemben (2014), Progressio Kft.